# Linnanmäki
Linnanmäki (letterlijk vertaald als Kasteelheuvel) is een pretpark in de Finse hoofdstad Helsinki. Het park werd geopend op 27 mei 1950 en is eigendom van de non-profitorganisatie Lasten Päivän Säätiö (Engels Day Foundation Children's). Linnanmäki heeft 44 verschillende attracties voor groot en klein. Naast deze attracties is er ook een aquarium genaamd Sea Life Helsinki, dit opende in 2002. In 2006 verwelkomde het park haar 50 miljoenste bezoeker.
Toegang tot het park is gratis maar voor de meeste attracties heb je wel een rit ticket nodig of de meer populaire polsbandjes die de drager vrije toegang mogelijk maakt tot alle attracties van het park voor de hele dag. De kosten voor een polsbandje is afhankelijk van de grootte van de bezoeker.

## Attracties

### Achtbanen
| Naam         | Type                      | Bouwer                           | Bouwjaar | Snelheid (km/u) | Lengte (meter) | Hoogte (meter) | Duur rit (minuten) | Foto |
| ------------ | ------------------------- | -------------------------------- | -------- | --------------- | -------------- | -------------- | ------------------ | ---- |
| Kirnu        | Vierdimensionale achtbaan | Intamin AG                       | 2007     | 59,5            | 142            | 25,4           | 0.42               |      |
| Linnunrata   | Overdekte achtbaan        | Zierer                           | 2000     | 40              | 360            | 7              | 0.50               |      |
| Pikajuna     | Gemotoriseerde achtbaan   | Mack AG                          | 1990     | 37              | 293            | 7              | 1.35               |      |
| Salama       | Draaiende achtbaan        | Maurer Söhne                     | 2008     | 60              | 420            | 17             |                    |      |
| Tulireki     | Stalen achtbaan           | Mack AG                          | 2004     | 58              | 336            | 16,5           |                    |      |
| Vuoristorata | Houten achtbaan           | Valdemar Lebeck, Svend Jarlström | 1951     | 60              | 960            | 22,9           | 2.10               |      |
| Ukko         | Skyloop                   | Maurer Söhne                     | 2011     | 105             | 150            | 46             |                    |      |

### Waterattracties
| Naam        | Type          | Bouwer        | Bouwjaar | Foto |
| ----------- | ------------- | ------------- | -------- | ---- |
| Vonkaputous | Waterachtbaan | Premier Rides | 2001     |      |
| Hurjakuru   | Rapid river   | Intamin AG    | 1998     |      |

### Thrill Rides
| Naam          | Type                            | Bouwer      | Bouwjaar | Foto |
| ------------- | ------------------------------- | ----------- | -------- | ---- |
| Kieputin      | Topspin                         | HUSS        | 1994     |      |
| Kieppi        | Scramber, booster, spin 'n puke | HUSS        | 2003     |      |
| Mustekala     | Polyp                           | Schwarzkopf | 1985     |      |
| Raketti       | Space shot                      | S&S Power   | 1999     |      |
| Viikinkilaiva | Schommelschip                   | Zierer      | 1981     |      |
| Kehrä         | Enterprise                      | Schwarzkopf | 2009     |      |

### Darkrides en Cinema
- Kammokuja - spookhuis, walkthrough
- Kummitusjuna - darkride
- Taikasirkus - darkride
- Lintsi-Kino - 3D film

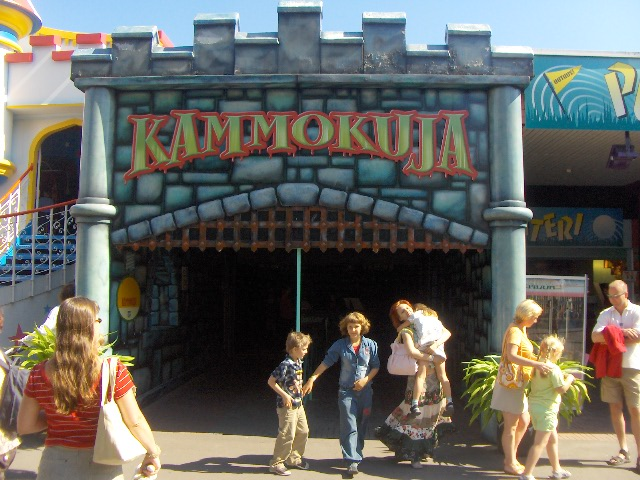
Kammokuja
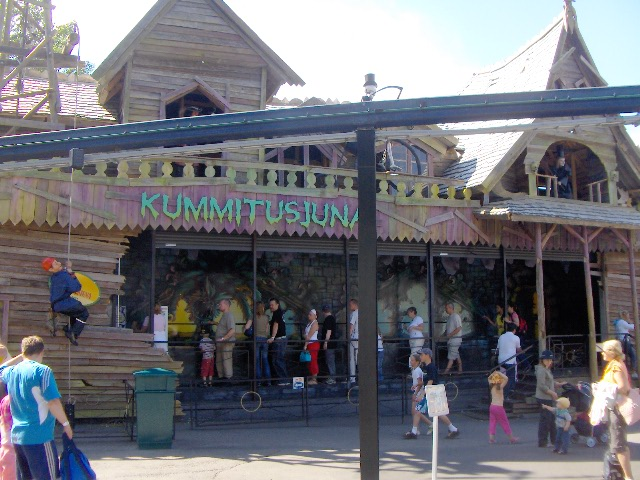
Kummitusjuna
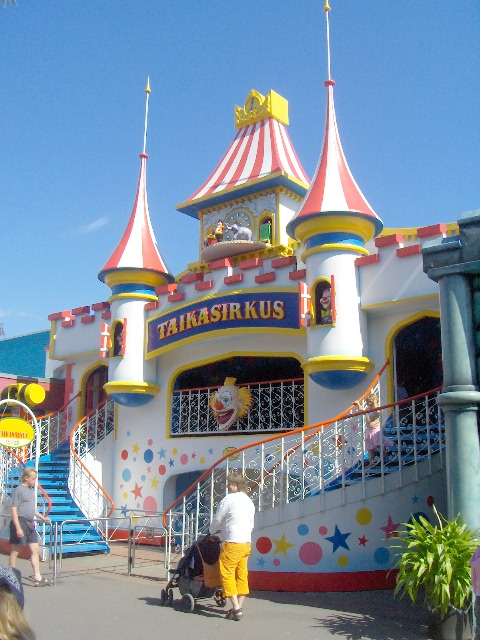
Taikasirkus

### Familieattracties

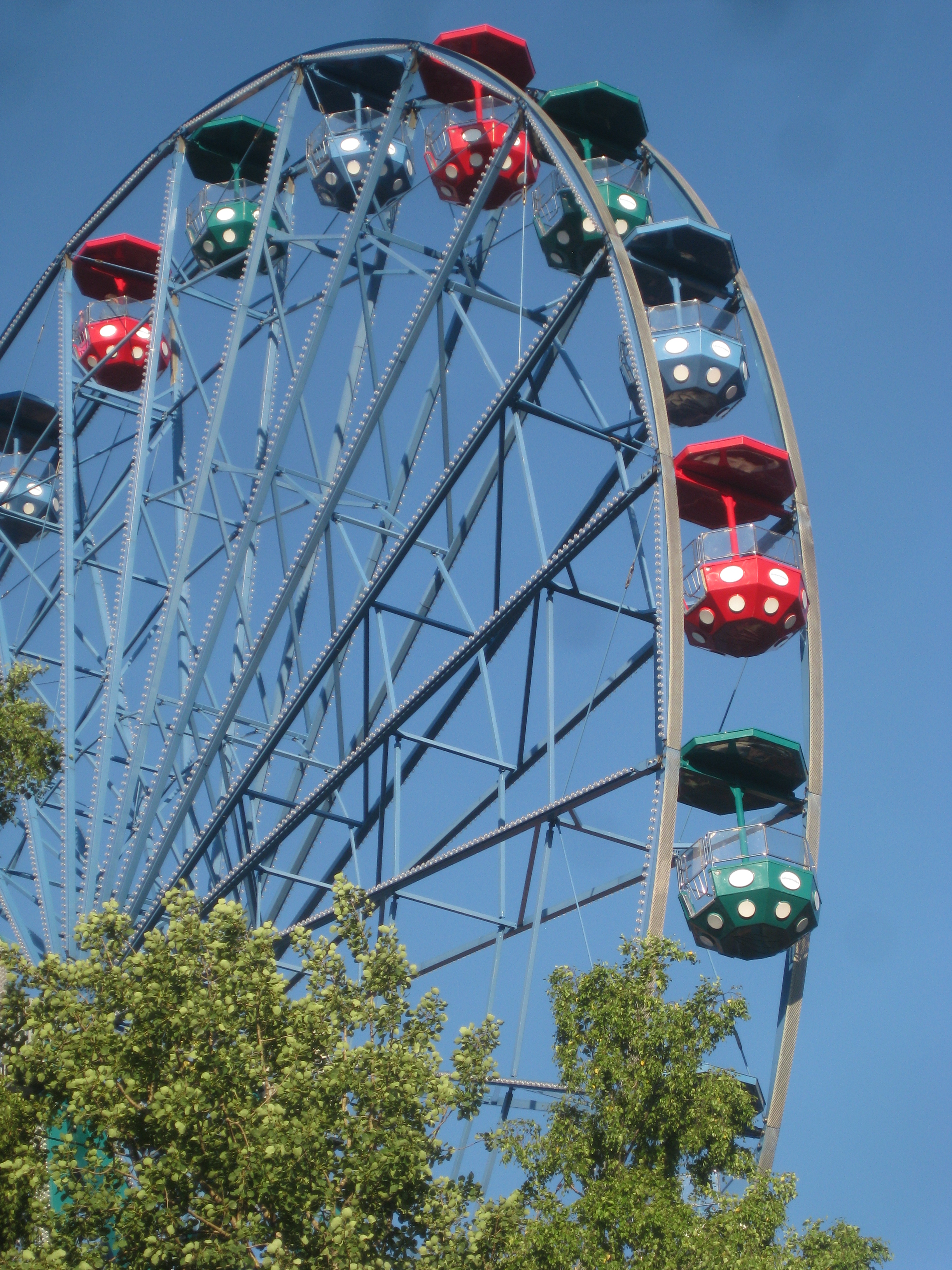
Rinkeli
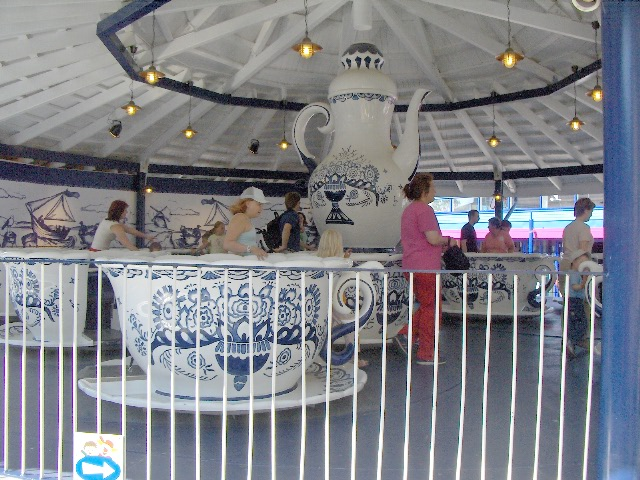
Kahvikupit
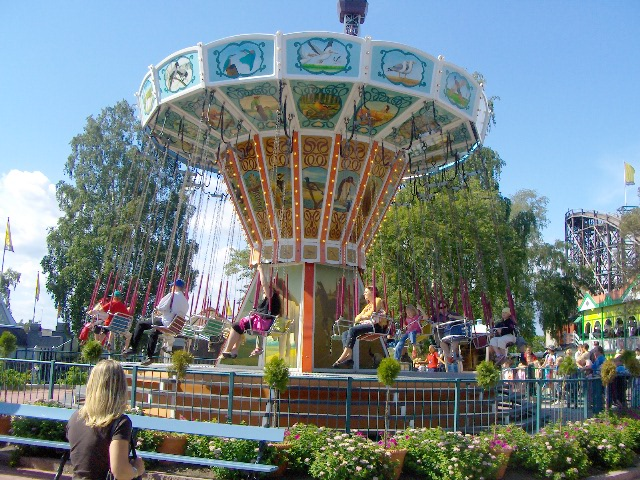
Ketjukaruselli
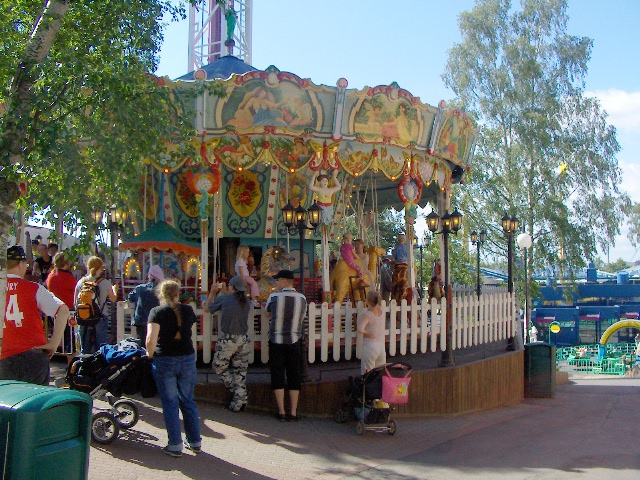
Karuselli
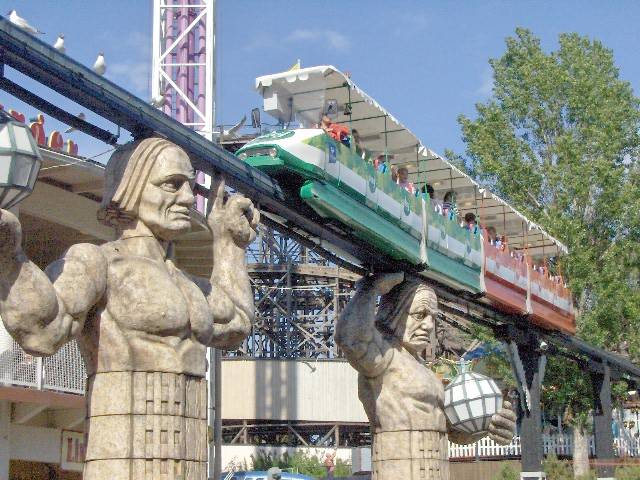
Maisemajuna
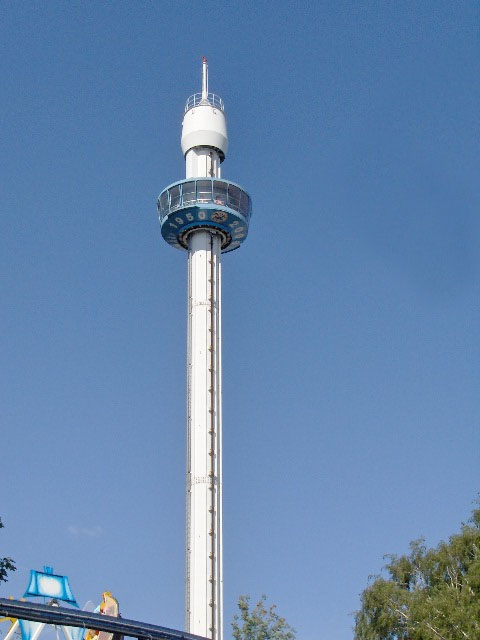
Panoraama
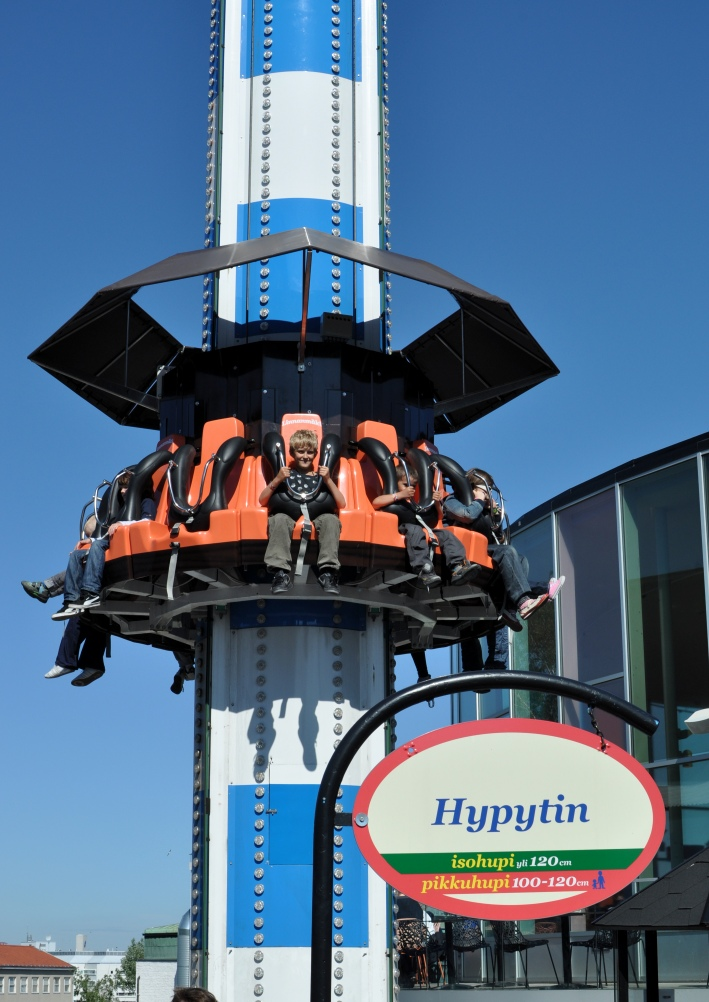
Hypytin

- Autorata - botsauto's
- Rinkeli - reuzenrad
- Kahvikuppikaruselli - theekopjes
- Ketjukaruselli - zweefmolen
- Karuselli - carrousel
- Kot Kot - rondrit
- Kuuputin - draaimolen met armen
- Lohikäärme - rupsbaan
- Maisemajuna - monorail
- Panoraama - uitkijktoren
- Hypytin - Kleine vrije val
- Muksupuksu - rondrit
- Vekkula - cakewalk
- Naurutalo - spiegelpaleis

- Rinkeli
- Kahvikupit
- Ketjukaruselli
- Karuselli
- Maisemajuna
- Panoraama
- Hypytin

### Kinderattracties
- Hepparata - Track met elektrische paarden
- Hip Hop - Frog Hopper
- Merirosvolaiva - mini schommelschip
- Pallokaruselli - luchtballonnencarrousel
- Helikopteri - soort draaimolen
- Pienoiskarusselli - kinderdraaimolen
- Rekkaralli - rondrit
- Rumpukaruselli - kinderdraaimolen
- Vankkuripyörä - kinderreuzenrad
- Pilotti - kindercoaster
- Miniautot - botsauto's

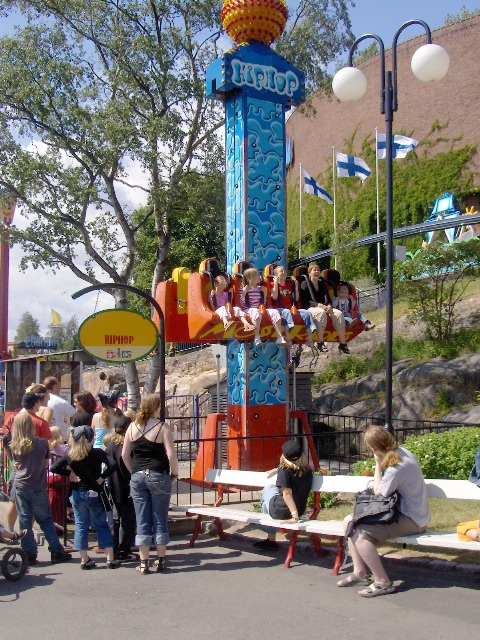
Hip Hop
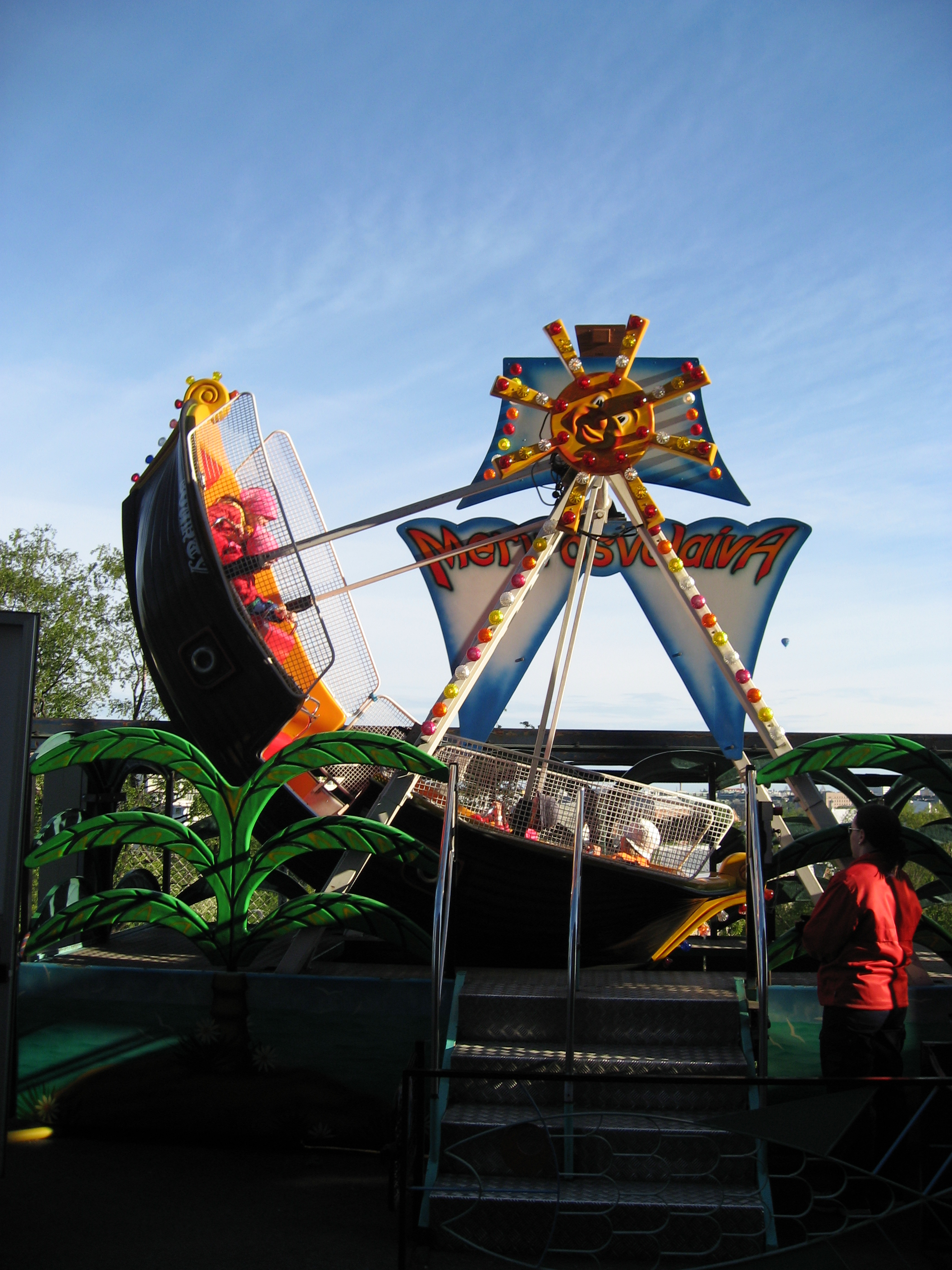
Merirosvolaiva
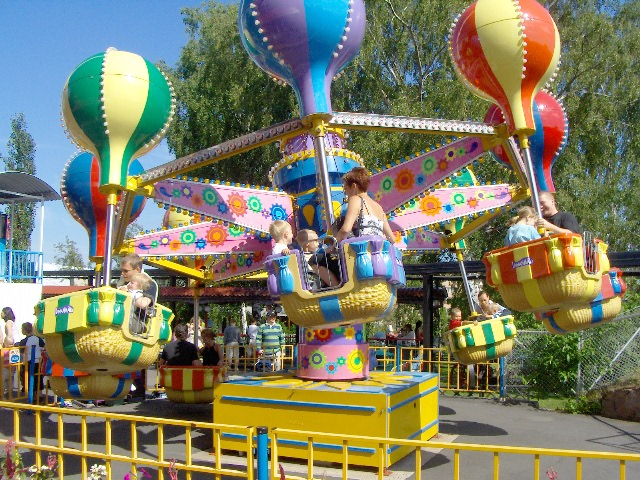
Pallokaruselli
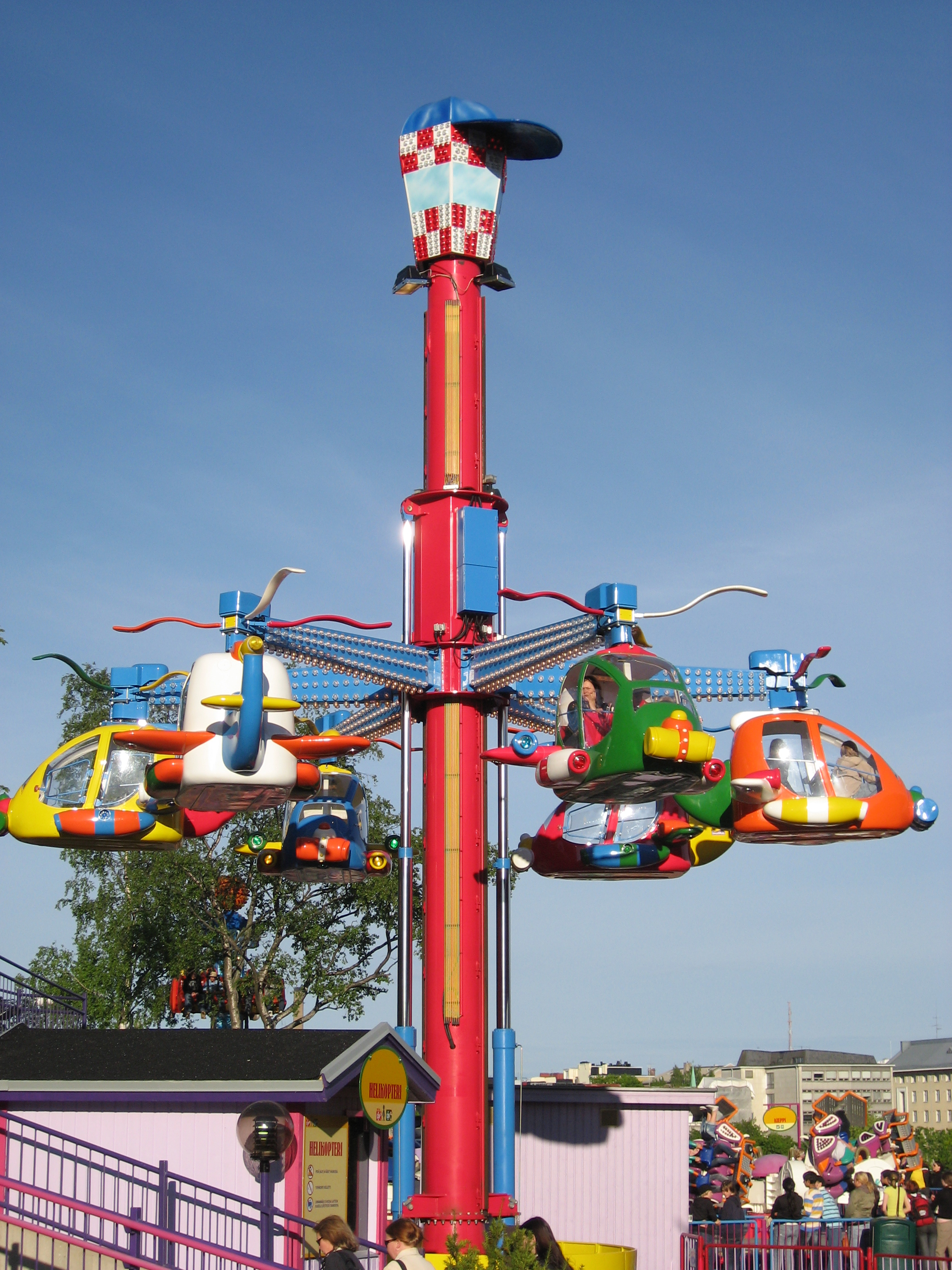
Helikopteri
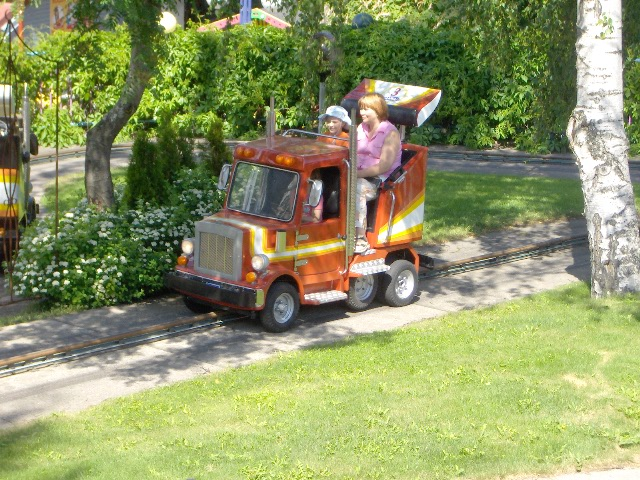
Rekkaralli
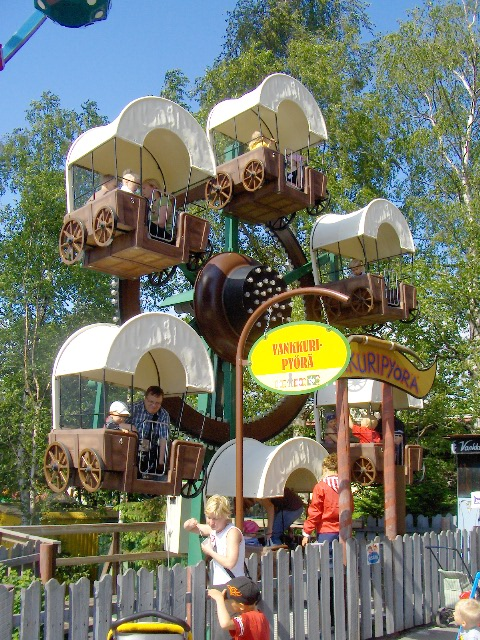
Vankkurikaruselli